# Aleksy (Antipow)
Aleksy, imię świeckie Leonid Pietrowicz Antipow (ur. 18 sierpnia 1956 w Staro-Boriskinie) – rosyjski biskup prawosławny. 

## Życiorys
W 1978 ukończył technikum w Bugulmie z tytułem technika-mechanika. W latach 1974–1976 odbywał zasadniczą służbę wojskową. Następnie podjął naukę teologii w seminarium duchownym w Moskwie. W jej trakcie, 4 grudnia 1983, został wyświęcony na diakona przez arcybiskupa dmitrowskiego Aleksandra. Ten sam duchowny wyświęcił go na kapłana 25 lutego 1984. W tym samym roku ks. Antipow ukończył seminarium i podjął dalsze studia w Moskiewskiej Akademii Duchownej, ukończone w 1991. W 1998 został podniesiony do godności protoprezbitera. Został następnie rektorem seminarium duchownego w Orenburgu i przewodniczącym oddziału nauczania religii i katechizacji przy eparchii orenburskiej. 
10 marca 2012 złożył wieczyste śluby mnisze przed metropolitą orenburskim i buzułuckim Walentym, przyjmując imię Aleksy na cześć metropolity kijowskiego Aleksego. 16 marca tego samego roku został nominowany na biskupa buzułuckiego i soroczyńskiego, pierwszego ordynariusza nowo powołanej eparchii. W związku z tą nominacją 18 marca 2012 otrzymał godność archimandryty. Jego chirotonia biskupia odbyła się 25 marca tego samego roku w cerkwi św. Mikołaja w Moskwie-Chamownikach z udziałem konsekratorów: patriarchy moskiewskiego i całej Rusi Cyryla, metropolitów sarańskiego i mordowskiego Warsonofiusza, orenburskiego i saraktaszyńskiego Walentego, arcybiskupa istrińskiego Arseniusza, biskupów sołniecznogorskiego Sergiusza, podolskiego Tichona oraz orskiego i gajskiego Ireneusza.